# Blur/Diskografie
Diese Diskografie ist eine Übersicht über die musikalischen Werke der britischen Alternative-Rock- und Britpop-Band Blur. Den Schallplattenauszeichnungen zufolge hat sie bisher mehr als 14,1 Millionen Tonträger verkauft, davon alleine in ihrer Heimat über 11,2 Millionen. Ihre erfolgreichste Veröffentlichung ist das Album Parklife mit über 1,2 Millionen verkauften Einheiten.

## Alben

### Studioalben
| Jahr | Titel Musiklabel                                | Höchstplatzierung, Gesamtwochen, AuszeichnungChartplatzierungen (Jahr, Titel, Musiklabel, Platzierungen, Wochen, Auszeichnungen, Anmerkungen) | Höchstplatzierung, Gesamtwochen, AuszeichnungChartplatzierungen (Jahr, Titel, Musiklabel, Platzierungen, Wochen, Auszeichnungen, Anmerkungen) | Höchstplatzierung, Gesamtwochen, AuszeichnungChartplatzierungen (Jahr, Titel, Musiklabel, Platzierungen, Wochen, Auszeichnungen, Anmerkungen) | Höchstplatzierung, Gesamtwochen, AuszeichnungChartplatzierungen (Jahr, Titel, Musiklabel, Platzierungen, Wochen, Auszeichnungen, Anmerkungen) | Höchstplatzierung, Gesamtwochen, AuszeichnungChartplatzierungen (Jahr, Titel, Musiklabel, Platzierungen, Wochen, Auszeichnungen, Anmerkungen) | Anmerkungen                              |
| Jahr | Titel Musiklabel                                | DE | AT | CH | UK | US | Anmerkungen                              |
| ---- | ----------------------------------------------- | --- | --- | --- | --- | --- | ---------------------------------------- |
| 1991 | Leisure Parlophone Records (WMG)                | — | — | — | UK7 Gold · (22 Wo.)UK | — | Erstveröffentlichung: 26. August 1991    |
| 1993 | Modern Life Is Rubbish Parlophone Records (WMG) | — | — | — | UK15 Gold · (19 Wo.)UK | — | Erstveröffentlichung: 10. Mai 1993       |
| 1994 | Parklife Parlophone Records (WMG)               | — | — | — | UK1 ×4Vierfachplatin · (119 Wo.)UK | — | Erstveröffentlichung: 25. April 1994     |
| 1995 | The Great Escape Parlophone Records (WMG)       | DE35 (19 Wo.)DE | AT21 (22 Wo.)AT | CH26 (7 Wo.)CH | UK1 ×3Dreifachplatin · (56 Wo.)UK | US150 (1 Wo.)US | Erstveröffentlichung: 11. September 1995 |
| 1997 | Blur Parlophone Records (WMG)                   | DE23 (15 Wo.)DE | AT21 (10 Wo.)AT | CH17 (10 Wo.)CH | UK1 Platin · (75 Wo.)UK | US61 Gold · (37 Wo.)US | Erstveröffentlichung: 10. Februar 1997   |
| 1999 | 13 Parlophone Records (WMG)                     | DE6 (9 Wo.)DE | AT12 (8 Wo.)AT | CH12 (6 Wo.)CH | UK1 Platin · (34 Wo.)UK | US80 (5 Wo.)US | Erstveröffentlichung: 15. März 1999      |
| 2003 | Think Tank Parlophone Records (WMG)             | DE8 (8 Wo.)DE | AT19 (8 Wo.)AT | CH9 (7 Wo.)CH | UK1 Gold · (14 Wo.)UK | US56 (3 Wo.)US | Erstveröffentlichung: 5. Mai 2003        |
| 2015 | The Magic Whip Parlophone Records (WMG)         | DE3 (5 Wo.)DE | AT2 (5 Wo.)AT | CH4 (7 Wo.)CH | UK1 Gold · (13 Wo.)UK | US24 (2 Wo.)US | Erstveröffentlichung: 24. April 2015     |
| 2023 | The Ballad of Darren Parlophone Records (WMG)   | DE3 (3 Wo.)DE | AT2 (2 Wo.)AT | CH1 (5 Wo.)CH | UK1 Silber · (5 Wo.)UK | US94 (1 Wo.)US | Erstveröffentlichung: 21. Juli 2023      |

### Livealben
| Jahr | Titel Musiklabel                                                 | Höchstplatzierung, Gesamtwochen, AuszeichnungChartplatzierungen (Jahr, Titel, Musiklabel, Platzierungen, Wochen, Auszeichnungen, Anmerkungen) | Höchstplatzierung, Gesamtwochen, AuszeichnungChartplatzierungen (Jahr, Titel, Musiklabel, Platzierungen, Wochen, Auszeichnungen, Anmerkungen) | Höchstplatzierung, Gesamtwochen, AuszeichnungChartplatzierungen (Jahr, Titel, Musiklabel, Platzierungen, Wochen, Auszeichnungen, Anmerkungen) | Höchstplatzierung, Gesamtwochen, AuszeichnungChartplatzierungen (Jahr, Titel, Musiklabel, Platzierungen, Wochen, Auszeichnungen, Anmerkungen) | Höchstplatzierung, Gesamtwochen, AuszeichnungChartplatzierungen (Jahr, Titel, Musiklabel, Platzierungen, Wochen, Auszeichnungen, Anmerkungen) | Anmerkungen                           |
| Jahr | Titel Musiklabel                                                 | DE | AT | CH | UK | US | Anmerkungen                           |
| ---- | ---------------------------------------------------------------- | --- | --- | --- | --- | --- | ------------------------------------- |
| 2009 | All the People: Live at Hyde Park 02/07 Parlophone Records (WMG) | — | — | — | UK70 (1 Wo.)UK | — | Erstveröffentlichung: August 2009     |
| 2009 | All the People: Live at Hyde Park 03/07 Parlophone Records (WMG) | — | — | — | UK44 (1 Wo.)UK | — | Erstveröffentlichung: August 2009     |
| 2012 | Parklive Parlophone Records (WMG)                                | — | — | — | UK91 (1 Wo.)UK | — | Erstveröffentlichung: 13. August 2012 |
| 2024 | Live at Wembley Stadium Parlophone Records (WMG)                 | DE26 (1 Wo.)DE | AT21 (1 Wo.)AT | CH34 (1 Wo.)CH | UK6 (1 Wo.)UK | — | Erstveröffentlichung: 26. Juli 2024   |

### Kompilationen
| Jahr | Titel Musiklabel                                                 | Höchstplatzierung, Gesamtwochen, AuszeichnungChartplatzierungen (Jahr, Titel, Musiklabel, Platzierungen, Wochen, Auszeichnungen, Anmerkungen) | Höchstplatzierung, Gesamtwochen, AuszeichnungChartplatzierungen (Jahr, Titel, Musiklabel, Platzierungen, Wochen, Auszeichnungen, Anmerkungen) | Höchstplatzierung, Gesamtwochen, AuszeichnungChartplatzierungen (Jahr, Titel, Musiklabel, Platzierungen, Wochen, Auszeichnungen, Anmerkungen) | Höchstplatzierung, Gesamtwochen, AuszeichnungChartplatzierungen (Jahr, Titel, Musiklabel, Platzierungen, Wochen, Auszeichnungen, Anmerkungen) | Höchstplatzierung, Gesamtwochen, AuszeichnungChartplatzierungen (Jahr, Titel, Musiklabel, Platzierungen, Wochen, Auszeichnungen, Anmerkungen) | Anmerkungen |
| Jahr | Titel Musiklabel                                                 | DE | AT | CH | UK | US | Anmerkungen |
| ---- | ---------------------------------------------------------------- | --- | --- | --- | --- | --- | --- |
| 1994 | The Special Collectors Edition Parlophone Records (WMG)          | — | — | — | — | — | Erstveröffentlichung: 26. Oktober 1994 nur Japan |
| 1998 | Bustin’ + Dronin’ Parlophone Records (WMG)                       | — | — | — | UK100* (1 Wo.)UK | — | Erstveröffentlichung: 25. Februar 1998 (CD, nur Japan) *Vinyl-Ausgabe: 23. April 2022 (Record Store Day, nur UK) Remix-Album des 1997er Albums Blur |
| 2000 | The Best of Parlophone Records (WMG)                             | DE35 (4 Wo.)DE | AT25 (6 Wo.)AT | CH31 (5 Wo.)CH | UK3 ×5Fünffachplatin · (62 Wo.)UK | US186 (1 Wo.)US | Erstveröffentlichung: 30. Oktober 2000 inkl. Live-CD aufgenommen am 12. Dezember 1999 in der Wembley Arena                                          |
| 2009 | Midlife: A Beginner’s Guide to Blur Parlophone Records (WMG)     | — | — | — | UK20 Gold · (6 Wo.)UK | — | Erstveröffentlichung: 15. Juni 2009 |
| 2023 | Present the Special: Collectors Edition Parlophone Records (WMG) | — | — | — | UK86 (1 Wo.)UK | — | Erstveröffentlichung: 22. April 2023 Record Store Day, nur UK                                                                                       |

## Singles
| Jahr | Titel Album                             | Höchstplatzierung, Gesamtwochen, AuszeichnungChartplatzierungen (Jahr, Titel, Album, Platzierungen, Wochen, Auszeichnungen, Anmerkungen) | Höchstplatzierung, Gesamtwochen, AuszeichnungChartplatzierungen (Jahr, Titel, Album, Platzierungen, Wochen, Auszeichnungen, Anmerkungen) | Höchstplatzierung, Gesamtwochen, AuszeichnungChartplatzierungen (Jahr, Titel, Album, Platzierungen, Wochen, Auszeichnungen, Anmerkungen) | Höchstplatzierung, Gesamtwochen, AuszeichnungChartplatzierungen (Jahr, Titel, Album, Platzierungen, Wochen, Auszeichnungen, Anmerkungen) | Höchstplatzierung, Gesamtwochen, AuszeichnungChartplatzierungen (Jahr, Titel, Album, Platzierungen, Wochen, Auszeichnungen, Anmerkungen) | Anmerkungen                              |
| Jahr | Titel Album                             | DE | AT | CH | UK | US | Anmerkungen                              |
| ---- | --------------------------------------- | --- | --- | --- | --- | --- | ---------------------------------------- |
| 1990 | She’s So High Leisure                   | — | — | — | UK48 (3 Wo.)UK | — | Erstveröffentlichung: 15. Oktober 1990   |
| 1991 | There’s No Other Way Leisure            | — | — | — | UK8 Silber · (8 Wo.)UK | US82 (6 Wo.)US | Erstveröffentlichung: 15. April 1991     |
| 1991 | Bang Leisure                            | — | — | — | UK24 (4 Wo.)UK | — | Erstveröffentlichung: 29. Juli 1991      |
| 1992 | Popscene –                              | — | — | — | UK32 (2 Wo.)UK | — | Erstveröffentlichung: 30. März 1992      |
| 1993 | For Tomorrow Modern Life Is Rubbish     | — | — | — | UK28 (4 Wo.)UK | — | Erstveröffentlichung: 19. April 1993     |
| 1993 | Chemical World Modern Life Is Rubbish   | — | — | — | UK28 (4 Wo.)UK | — | Erstveröffentlichung: 28. Juni 1993      |
| 1993 | Sunday Sunday Modern Life Is Rubbish    | — | — | — | UK26 (3 Wo.)UK | — | Erstveröffentlichung: 4. Oktober 1993    |
| 1994 | Girls & Boys Parklife                   | — | — | — | UK5 Platin · (8 Wo.)UK | US59 (15 Wo.)US | Erstveröffentlichung: 7. März 1994       |
| 1994 | To the End Parklife                     | — | — | — | UK16 (7 Wo.)UK | — | Erstveröffentlichung: 30. Mai 1994       |
| 1994 | Parklife                                | — | — | — | UK10 ×2Doppelplatin · (8 Wo.)UK | — | Erstveröffentlichung: 22. August 1994    |
| 1994 | End of a Century Parklife               | — | — | — | UK19 (6 Wo.)UK | — | Erstveröffentlichung: 7. November 1994   |
| 1995 | Country House The Great Escape          | — | — | CH26 (17 Wo.)CH | UK1 Platin · (14 Wo.)UK | — | Erstveröffentlichung: 14. August 1995    |
| 1995 | The Universal The Great Escape          | — | — | — | UK5 Gold · (11 Wo.)UK | — | Erstveröffentlichung: 13. November 1995  |
| 1996 | Stereotypes The Great Escape            | — | — | — | UK7 (9 Wo.)UK | — | Erstveröffentlichung: 12. Februar 1996   |
| 1996 | Charmless Man The Great Escape          | — | — | — | UK5 Silber · (10 Wo.)UK | — | Erstveröffentlichung: 29. April 1996     |
| 1997 | Beetlebum Blur                          | DE85 (1 Wo.)DE | — | — | UK1 Gold · (10 Wo.)UK | — | Erstveröffentlichung: 20. Januar 1997    |
| 1997 | Song 2 Blur                             | — | — | — | UK2 ×3Dreifachplatin · (7 Wo.)UK | US55 (11 Wo.)US | Erstveröffentlichung: 7. April 1997      |
| 1997 | On Your Own Blur                        | — | — | — | UK5 (8 Wo.)UK | — | Erstveröffentlichung: 16. Juni 1997      |
| 1997 | M.O.R. Blur                             | — | — | — | UK15 (3 Wo.)UK | — | Erstveröffentlichung: 15. September 1997 |
| 1999 | Tender 13                               | DE94 (4 Wo.)DE | — | CH45 (1 Wo.)CH | UK2 Platin · (11 Wo.)UK | — | Erstveröffentlichung: 22. Februar 1999   |
| 1999 | Coffee & TV 13                          | — | — | — | UK11 Gold · (9 Wo.)UK | — | Erstveröffentlichung: 28. Juni 1999      |
| 1999 | No Distance Left to Run 13              | — | — | — | UK14 (5 Wo.)UK | — | Erstveröffentlichung: 15. November 1999  |
| 2000 | Music Is My Radar The Best of           | — | — | — | UK10 (12 Wo.)UK | — | Erstveröffentlichung: 16. Oktober 2000   |
| 2003 | Out of Time Think Tank                  | DE75 (4 Wo.)DE | — | CH97 (1 Wo.)CH | UK5 (11 Wo.)UK | — | Erstveröffentlichung: 14. April 2003     |
| 2003 | Crazy Beat Think Tank                   | DE98 (1 Wo.)DE | — | — | UK18 (5 Wo.)UK | — | Erstveröffentlichung: 7. Juli 2003       |
| 2003 | Good Song Think Tank                    | — | — | — | UK22 (2 Wo.)UK | — | Erstveröffentlichung: 6. Oktober 2003    |
| 2010 | Fool’s Day –                            | — | — | — | — | — | Erstveröffentlichung: 17. April 2010     |
| 2012 | Under the Westway –                     | — | — | — | UK34 (3 Wo.)UK | — | Erstveröffentlichung: 2. Juli 2012       |
| 2015 | Go Out The Magic Whip                   | — | — | — | — | — | Erstveröffentlichung: 23. Februar 2015   |
| 2015 | There Are Too Many of Us The Magic Whip | — | — | — | — | — | Erstveröffentlichung: 20. März 2015      |
| 2015 | Lonesome Street The Magic Whip          | — | — | — | — | — | Erstveröffentlichung: 23. März 2015      |
| 2023 | The Narcissist The Ballad of Darren     | — | — | — | UK81 (1 Wo.)UK | — | Erstveröffentlichung: 18. Mai 2023       |

## Videoalben
| Jahr | Titel Musiklabel                        | Höchstplatzierung, Gesamtwochen, AuszeichnungChartplatzierungen (Jahr, Titel, Musiklabel, Platzierungen, Wochen, Auszeichnungen, Anmerkungen) | Höchstplatzierung, Gesamtwochen, AuszeichnungChartplatzierungen (Jahr, Titel, Musiklabel, Platzierungen, Wochen, Auszeichnungen, Anmerkungen) | Höchstplatzierung, Gesamtwochen, AuszeichnungChartplatzierungen (Jahr, Titel, Musiklabel, Platzierungen, Wochen, Auszeichnungen, Anmerkungen) | Höchstplatzierung, Gesamtwochen, AuszeichnungChartplatzierungen (Jahr, Titel, Musiklabel, Platzierungen, Wochen, Auszeichnungen, Anmerkungen) | Höchstplatzierung, Gesamtwochen, AuszeichnungChartplatzierungen (Jahr, Titel, Musiklabel, Platzierungen, Wochen, Auszeichnungen, Anmerkungen) | Anmerkungen                |
| Jahr | Titel Musiklabel                        | DE | AT | CH | UK | US | Anmerkungen                |
| ---- | --------------------------------------- | --- | --- | --- | --- | --- | -------------------------- |
| 1993 | Starshaped                              | — | — | — | UK11 Gold · (61 Wo.)UK | — | Erstveröffentlichung: 1993 |
| 1995 | Showtime                                | — | — | — | UK1 Gold · (46 Wo.)UK | — | Erstveröffentlichung: 1995 |
| 1999 | No Distance Left to Run (The Making of) | — | — | — | UK1 (22 Wo.)UK | — | Erstveröffentlichung: 1999 |
| 2000 | The Best of                             | — | — | — | UK9 Gold · (23 Wo.)UK | — | Erstveröffentlichung: 2000 |
| 2024 | To The End + Live at Wembley Stadium    | — | — | — | UK1 Gold · (30 Wo.)UK | — | Erstveröffentlichung: 2024 |

## Boxsets
| Jahr | Titel Musiklabel                                   | Höchstplatzierung, Gesamtwochen, AuszeichnungChartplatzierungen (Jahr, Titel, Musiklabel, Platzierungen, Wochen, Auszeichnungen, Anmerkungen) | Höchstplatzierung, Gesamtwochen, AuszeichnungChartplatzierungen (Jahr, Titel, Musiklabel, Platzierungen, Wochen, Auszeichnungen, Anmerkungen) | Höchstplatzierung, Gesamtwochen, AuszeichnungChartplatzierungen (Jahr, Titel, Musiklabel, Platzierungen, Wochen, Auszeichnungen, Anmerkungen) | Höchstplatzierung, Gesamtwochen, AuszeichnungChartplatzierungen (Jahr, Titel, Musiklabel, Platzierungen, Wochen, Auszeichnungen, Anmerkungen) | Höchstplatzierung, Gesamtwochen, AuszeichnungChartplatzierungen (Jahr, Titel, Musiklabel, Platzierungen, Wochen, Auszeichnungen, Anmerkungen) | Anmerkungen                         |
| Jahr | Titel Musiklabel                                   | DE | AT | CH | UK | US | Anmerkungen                         |
| ---- | -------------------------------------------------- | --- | --- | --- | --- | --- | ----------------------------------- |
| 2012 | Blur 21: The Box Parlophone Records / Warner Music | DE63 (1 Wo.)DE | — | — | UK71 (1 Wo.)UK | — | Erstveröffentlichung: 30. Juli 2012 |

## Promoveröffentlichungen
| Jahr | Titel Album                       | Anmerkungen                                            |
| ---- | --------------------------------- | ------------------------------------------------------ |
| 1996 | It Could Be You The Great Escape  | Erstveröffentlichung: 1996 nur in Japan veröffentlicht |
| 2002 | Don’t Bomb When You’re the Bomb – | Erstveröffentlichung: 2002 nur in Japan veröffentlicht |
| 2015 | Ong Ong The Magic Whip            | Erstveröffentlichung: 2015                             |

## Sonderveröffentlichungen

### Fan Club-Singles
- 1996: Death of a Party
- 1997: I Love Her
- 1998: Close
- 2000: Sing (to Me)
- 2001: B-Sides Gig EP
- 2002: Won’t Do It / Come Together
- 2003: Colours
- 2005: Some Glad Morning

### Sampler- und Soundtrackbeiträge
- 1991: High Cool (Easy Listening Mix) (auf The Food Xmas Party 1991)
- 1992: Maggie May (auf NME: Ruby Trax)
- 1992: The Wassailing Song (auf keiner LP enthaltene 7″-Single)
- 1993: Substitute (auf WHO covers who-Tribute album)
- 1993: Oliver’s Army – Elvis Costello cover (auf Peace Together Sampler)
- 1993: Advert – Mark Goodier’s BBC Session (auf Five Alive Take Two – given away with Melody Maker)
- 1994: Girls and Boys auf der Pet Shop Boys Single Paninaro
- 1995: Eine Kleine Lift Musik (auf The Help Album)
- 1996: Damon Albarn – Closet Romantic (auf Trainspotting O.S.T.)
- 1996: Live at the Budokan (Doppel-CD)
- 1998: Cowboy Song (auf Dead Man On Campus o.s.t.)
- 1998: Massive Attack – Angel (Blur Remix by Damon Albarn & Graham Coxon)
- 1999: Song 2 – Live on KNDD 107.7 The End (auf End Sessions)
- 1999: 10 Year Anniversary Box Set (22 CD-Singles mit allen Extratracks 1989–1999)
- 2001: Kissin’ Time auf Marianne Faithfull – Kissin’ Time
- 2000: Music Is My Radar (Single zur Best-Of-Compilation)
- 2002: Don’t Bomb When You’re The Bomb (auf keiner LP enthaltene 7″-Single)
- 2002: Waterloo Sunset by Ray Davies & Damon Albarn (auf This Is Where I Belong – The Songs Of Ray Davies & The Kinks)
- 2002: Girls & Boys – A Special Mash-up Mix (auf 2 Many DJ’s – As Heard On Radio Soulwax Pt. 3)
- 2003: Money Makes Me Crazy – Deepest Darkest Devon Mix (auf Benicassim 2003 Sampler)
- 2003: The Observer Exclusive: Blur
- 2004: Put It Back Together Feat. Damon Albarn (auf Fatboy Slim – Palookaville)
- 2007: Feel Free feat. Damon Albarn (auf Kano – London Town)
- 2007: Paul Weller – This Old Town (Feat. Graham Coxon)
- 2009: Saturday Comes Slow Feat. Damon Albarn (auf Massive Attack – Heligoland)
- 2009: Blur Live 2009 (CD lag der Zeitschrift Sunday Times bei)
- 2010: Fool’s Day (Limitierte 7″-Single)
- 2024: Parklife (Live at Wembley Stadium)

## Statistik

### Chartauswertung
|                     | DE    | AT    | CH    | UK     | US    |
| ------------------- | ----- | ----- | ----- | ------ | ----- |
| Nummer-eins-Alben   | DE—DE | AT—AT | CH1CH | UK7UK  | US—US |
| Top-10-Alben        | DE4DE | AT2AT | CH4CH | UK10UK | US—US |
| Alben in den Charts | DE9DE | AT8AT | CH9CH | UK18UK | US7US |

|                       | DE    | AT    | CH    | UK     | US    |
| --------------------- | ----- | ----- | ----- | ------ | ----- |
| Nummer-eins-Singles   | DE—DE | AT—AT | CH—CH | UK2UK  | US—US |
| Top-10-Singles        | DE—DE | AT—AT | CH—CH | UK13UK | US—US |
| Singles in den Charts | DE4DE | AT—AT | CH3CH | UK28UK | US3US |

|                          | DE    | AT    | CH    | UK    | US    |
| ------------------------ | ----- | ----- | ----- | ----- | ----- |
| Nummer-eins-Videoalben   | DE—DE | AT—AT | CH—CH | UK3UK | US—US |
| Top-10-Videoalben        | DE—DE | AT—AT | CH—CH | UK4UK | US—US |
| Videoalben in den Charts | DE—DE | AT—AT | CH—CH | UK5UK | US—US |

### Auszeichnungen für Musikverkäufe
| Goldene Schallplatte - Australien - 1997: für das Album Blur - 1997: für die Single Song 2 - 2000: für das Album The Best of - Dänemark - 2004: für das Album Blur - 2024: für die Single Song 2 - 2025: für das Album 13 - Frankreich - 1996: für das Album The Great Escape - Japan - 1995: für das Album The Great Escape - 1998: für das Album Bustin’ + Dronin’ - 1999: für das Album 13 - Kanada - 1996: für das Album Parklife - 1997: für das Album The Great Escape - 1999: für das Album 13 - Neuseeland - 2000: für das Album The Best of - Norwegen - 1996: für das Album The Great Escape - 1996: für die Single Country House - Schweden - 2000: für das Album The Great Escape - Spanien - 1999: für das Album 13 - 2023: für die Single Girls & Boys | Platin-Schallplatte - Europa - 1996: für das Album Parklife - 1996: für das Album The Great Escape - 1998: für das Album Blur - 2001: für das Album The Best of - Japan - 1997: für das Album Blur - Kanada - 1997: für das Album Blur - Neuseeland - 1998: für das Album Blur - 1999: für das Album 13 - Spanien - 1996: für das Album The Great Escape - 1997: für das Album Blur - 2023: für die Single Song 2 2× Platin-Schallplatte - Italien - 2024: für die Single Song 2 3× Platin-Schallplatte - Neuseeland - 2025: für die Single Song 2 |

Anmerkung: Auszeichnungen in Ländern aus den Charttabellen bzw. Chartboxen sind in ebendiesen zu finden.
| Land/RegionAuszeichnungen für Musikverkäufe (Land/Region, Auszeichnungen, Verkäufe, Quellen) | Silber     | Gold       | Platin       | Verkäufe    | Quellen                       |
| -------------------------------------------------------------------------------------------- | ---------- | ---------- | ------------ | ----------- | ----------------------------- |
| Australien (ARIA)                                                                            | —          | 3× Gold3   | —            | 105.000     | aria.com.au                   |
| Dänemark (IFPI)                                                                              | —          | 3× Gold3   | —            | 75.000      | ifpi.dk                       |
| Europa (IFPI)                                                                                | —          | —          | 4× Platin4   | (4.000.000) | ifpi.org                      |
| Frankreich (SNEP)                                                                            | —          | Gold1      | —            | 100.000     | snepmusique.com               |
| Italien (FIMI)                                                                               | —          | —          | 2× Platin2   | 200.000     | fimi.it                       |
| Japan (RIAJ)                                                                                 | —          | 3× Gold3   | Platin1      | 500.000     | riaj.or.jp                    |
| Kanada (MC)                                                                                  | —          | 3× Gold3   | Platin1      | 250.000     | musiccanada.com               |
| Neuseeland (RMNZ)                                                                            | —          | Gold1      | 5× Platin5   | 127.500     | aotearoamusiccharts.co.nz NZ2 |
| Norwegen (IFPI)                                                                              | —          | 2× Gold2   | —            | 35.000      | ifpi.no                       |
| Schweden (IFPI)                                                                              | —          | Gold1      | —            | 40.000      | sverigetopplistan.se          |
| Spanien (Promusicae)                                                                         | —          | 2× Gold2   | 3× Platin3   | 310.000     | elportaldemusica.es           |
| Vereinigte Staaten (RIAA)                                                                    | —          | Gold1      | —            | 500.000     | riaa.com                      |
| Vereinigtes Königreich (BPI)                                                                 | 3× Silber3 | 11× Gold11 | 22× Platin22 | 11.235.000  | bpi.co.uk                     |
| Insgesamt                                                                                    | 3× Silber3 | 31× Gold31 | 38× Platin38 |             |                               |